# Чебрець почерговоопушений
Чебрець почерговоопушений (Thymus alternans) — вид квіткових рослин родини глухокропивових (Lamiaceae).

## Біоморфологічна характеристика
Це напівкущик 10–25 см заввишки. Запушення квітконосних стебел по 2 протилежних гранях з чергуванням від міжвузля до міжвузля. Листки еліптичні, на коротких ніжках, 6–18 × 2–8 мм.

## Поширення
Ендемік Східних і Південних Карпат (Словаччина, Румунія, Україна).
В Україні вид зростає на лісових галявинах, серед чагарників, на суходілових луках — у Карпатах (у нижньому лісовому поясі та передгір'ї).